# Oxylepus bituberculatus
Oxylepus bituberculatus  (лат.) — вид жуков щитоносок (Cassidini) из семейства листоедов.
Южная Африка (CP, Vanrhynsdorp). Тело овальной формы, уплощённое, желтовато-песочного цвета (надкрылья зеленоватые). Голова сверху не видна, так как прикрыта переднеспинкой. Надкрылья с грубой пунктировкой и 2 выступами в передне-верхней части.
Растительноядная группа, питаются растениями различных видов семейства маревые (Chenopodiaceae), в том числе из рода солянка (Salsola zeyheri).